# Thịt sấy

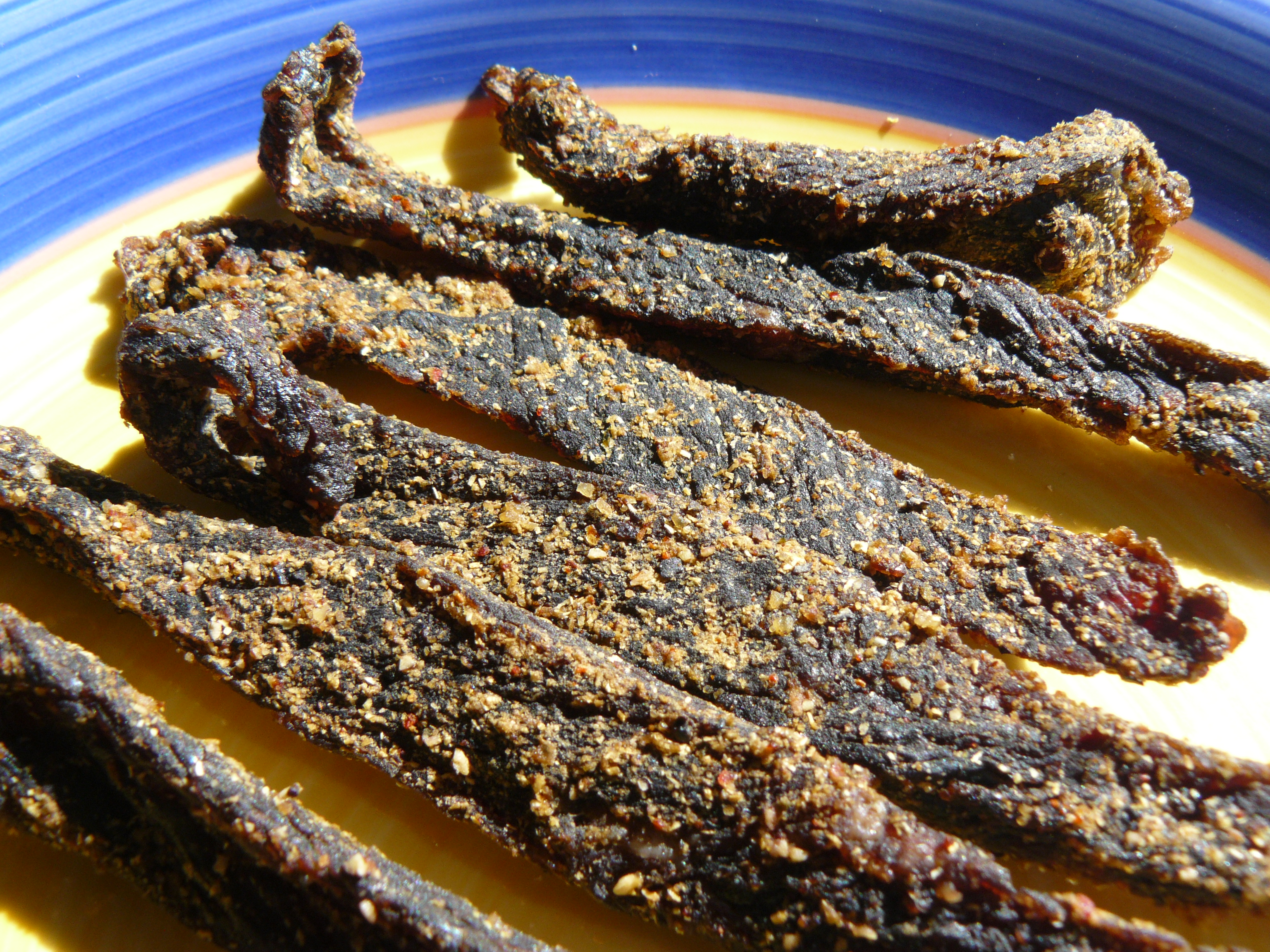
Một loại thịt sấy khô

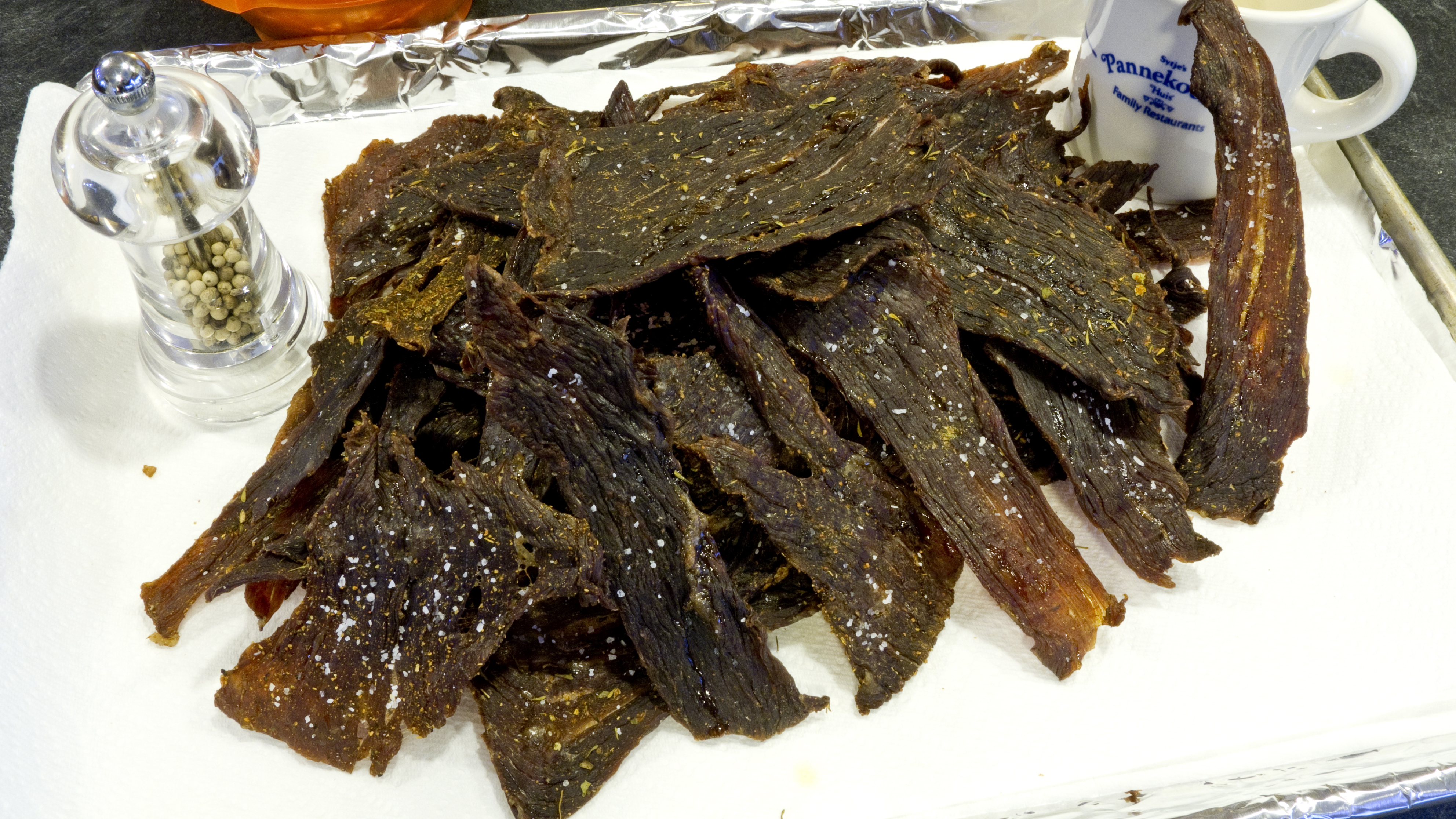
Thịt bò sấy khô (khô bò)

Thịt sấy hay thịt khô hay thịt sấy khô (Jerky) là các loại thịt nạc đã được cắt thành từng dải hoặc từng miếng nhỏ và vừa và được sấy khô (khử nước) để tránh hư hỏng. Thông thường, quá trình làm khô này bao gồm việc bổ sung thêm muối (ướp muối) để ngăn vi khuẩn sinh sôi trước khi miếng thịt kết thúc quá trình khử nước. Từ "sấy" này trong tiếng Anh là (Jerky) bắt nguồn từ từ Ch'arki trong tiếng Quechua có nghĩa là "thịt khô, ướp muối", ở Việt Nam, thịt sấy được chia theo từng loại như thịt heo sấy/khô heo, khô bò, khô gà, khô cá và là các loại thức ăn vặt thông dụng.

## Quy trình
Tất cả những gì cần thiết để sản xuất "thịt sấy" cơ bản là phương pháp sấy khô ở nhiệt độ thấp và xát/ướp muối để ức chế sự phát triển của vi khuẩn. Thịt khô được sản xuất hiện đại thường được tẩm ướp, chế biến với hỗn hợp gia vị hoặc chất lỏng, hoặc hun khói với nhiệt độ thấp (thường dưới 70 °C/160 °F). Thịt bò khô mua ở cửa hàng thường bao gồm các chất tạo ngọt như đường nâu. Các loại thịt sấy được chế biến sẵn để ăn liền mà không cần chuẩn bị thêm và có thể bảo quản trong nhiều tháng mà không cần bảo quản lạnh. Để đảm bảo thời hạn sử dụng tối đa, cần có hàm lượng protein so với độ ẩm thích hợp trong sản phẩm cuối cùng được đóng khô lại.
Nhiều sản phẩm được bán dưới dạng thịt khô bao gồm thịt đã qua chế biến, cắt nhỏ và được tạo hình chứ không phải là thịt nguyên miếng cắt lát truyền thống. Các sản phẩm này có thể chứa nhiều chất béo hơn, nhưng độ ẩm, như trong sản phẩm toàn cơ, phải đáp ứng tỷ lệ độ ẩm trên protein 0,75-1 ở Hoa Kỳ.  Chất bảo quản hóa học có thể ngăn ngừa sự hư hỏng do oxy hóa, nhưng tỷ lệ độ ẩm trên protein ngăn ngừa sự hư hỏng của vi sinh vật do hoạt độ nước thấp. Một số sản phẩm khô chứa rất nhiều đường và do đó có vị rất ngọt-không giống như thỏi thịt khô Biltong, hiếm khi chứa thêm đường.

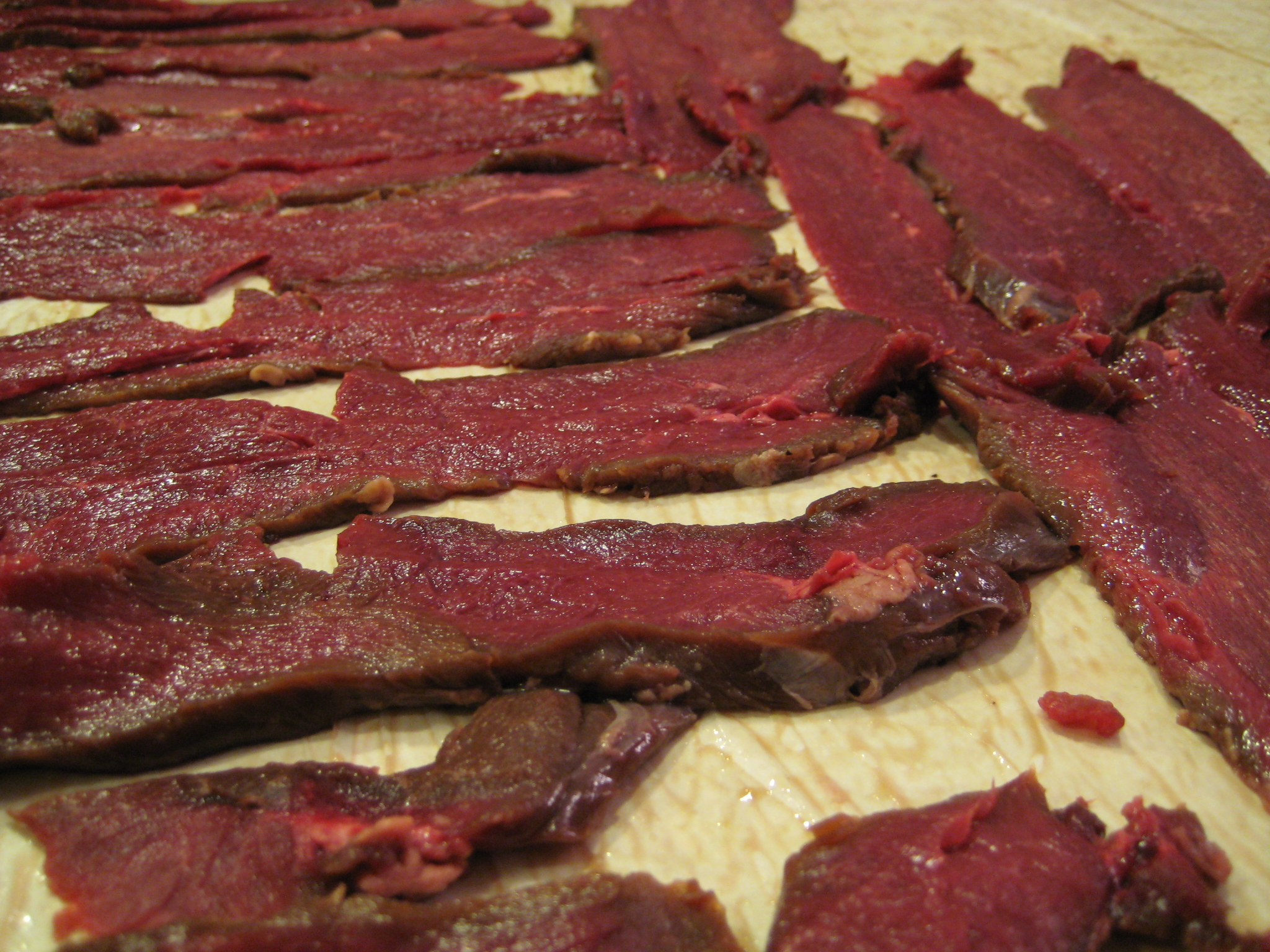
Chế biến khô nai

Sau khi sấy khô đến độ ẩm thích hợp để tránh hư hỏng, các sản phẩm này được làm lạnh, sau đó được đóng gói trong túi nhựa (thường có thể đóng lại), có thể xả khí nitơ hoặc đóng gói hút chân không. Để ngăn chặn quá trình oxy hóa chất béo, các bao gói kín thường chứa các túi nhỏ hút oxy. Vì hàm lượng chất béo và độ ẩm thấp cần thiết nên thịt khô có hàm lượng protein cao. Ví dụ, một phần 30 g (khoảng 1 oz) thịt nạc chứa khoảng 7 g protein. Bằng cách loại bỏ 15 g nước khỏi thịt, tỷ lệ protein được tăng gấp đôi lên gần 15 g protein trên 30 g phần. Ở một số loại có độ ẩm thấp, khẩu phần 30 g sẽ chứa 21 g protein và chỉ một g chất béo.
Giá trên một đơn vị trọng lượng của loại thịt khô này cao hơn so với các dạng ít khô hơn, vì cần 90 g thịt nạc nguyên chất 99% để tạo ra 30 g thịt khô ở trọng lượng tịnh. Thịt khô tươi ăn liền không đóng gói làm từ thịt nguyên miếng, thái mỏng đã có mặt trong các cửa hàng đặc sản ở Hồng Kông ít nhất từ những năm 1970. Sản phẩm được mua theo kg, và khách hàng lựa chọn từ 10 đến 20 loại thịt dùng để làm sản phẩm. Một số được bán dưới dạng sợi thay vì lát. Ma Cao cũng đã mở nhiều cửa hàng đặc sản, nhiều cửa hàng trong số đó là sự mở rộng nhượng quyền của các cửa hàng từ Hồng Kông. So với các phiên bản đóng gói kín, thịt sấy kho không đóng gói có thời hạn sử dụng khá ngắn.
Hầu hết các quốc gia đều có các quy định liên quan đến việc sản xuất các sản phẩm thịt khô. Có những yêu cầu nghiêm ngặt để đảm bảo sản xuất các sản phẩm giật cấp an toàn và đảm bảo thực phẩm lành mạnh. Các nhà máy bắt buộc phải có người kiểm tra và có kế hoạch vệ sinh. Tại Hoa Kỳ, Bộ Nông nghiệp Hoa Kỳ (USDA) chịu trách nhiệm giám sát. Để tuân thủ các quy định của USDA, thịt gia cầm phải được làm nóng đến nhiệt độ bên trong 160 °F đối với gia cầm chưa được làm sạch hoặc 155 °F đối với gia cầm còn lại để được coi là an toàn. Nhiều nước Liên minh Châu Âu hiện cấm nhập khẩu các sản phẩm thịt, bao gồm cả thịt khô, mà không cần chứng từ hải quan bổ sung và mở rộng, và kiểm tra thêm.

## Phổ biến
Thịt bò khô truyền thống, được làm từ thịt nguyên miếng, thái mỏng, có sẵn ở Hoa Kỳ, Mexico và Canada với nhiều loại thịt, nhãn hiệu và chất lượng khác nhau, cả ở dạng đóng gói và không đóng gói. Các sản phẩm này có mặt ở hầu hết các cửa hàng tiện lợi, trạm xăng, siêu thị và cửa hàng tạp hóa ở các quốc gia đó, nơi có lịch sử lâu đời về đồ ăn vặt. Một sản phẩm tương tự, ít tốn kém hơn được làm bằng thịt xay mịn, trộn với các loại hương liệu, sau đó bột được chế biến thành các dải khô mỏng. Sản phẩm này có sẵn rộng rãi trong các cửa hàng tạp hóa nói chung, chẳng hạn như siêu thị và cửa hàng tiện lợi. Một biến tấu cũng phổ biến là khô xé nhỏ (ruốc thịt hay chà bông) được bán trong các hộp đựng. Thịt sấy làm theo phong cách truyền thống cũng là một mặt hàng chủ lực phổ biến ở các chợ nông sản ở các vùng nông thôn trên khắp Bắc Mỹ.
Ngoài việc phổ biến ở Hoa Kỳ, Mexico và Canada, Jerky cũng đang trở nên phổ biến trong các siêu thị, cửa hàng tiện lợi và các nhà bán lẻ trực tuyến ở Úc, New Zealand, Vương quốc Anh và Đức. Chúng được thực hiện bởi một số siêu thị lớn và bây giờ cũng có các cửa hàng nhỏ hơn. Ở Trung Quốc, ngoài các hình thức truyền thống hơn là thịt bò khô, còn có một sản phẩm tương tự thường được làm từ thịt lợn được gọi là thịt lợn sấy. Một sản phẩm tương tự khá phổ biến ở Rome của Ý và vùng nội địa của nó nó được gọi là Coppiette và ban đầu được làm bằng thịt ngựa hoặc thịt lừa, nhưng hiện nay nó thường được làm bằng thịt lợn. Coppiette được tẩm với ớt đỏ và hạt thì là. Coppiette thường được ăn trong khi uống rượu vang (chủ yếu là rượu vang trắng) ở La Mã.
Ở Tamil Nadu, Ấn Độ, món ăn này được gọi là Uppu kandam, một phần của ẩm thực không chay đích thực. Ở Ethiopia, thịt sấy khô được gọi là Qwant'a. Ngoài muối, nó được nêm với hạt tiêu đen và berbere hoặc awaze. Một sản phẩm tương tự, biltong, phổ biến trong ẩm thực Nam Phi; tuy nhiên, nó khác nhau rất nhiều về quy trình sản xuất và hương vị. Trong ẩm thực Hausa, thì món kilishi là một dạng thịt khô, tương tự như thịt sấy khô, được tẩm nhiều gia vị với ớt. Thịt sấy kho (hoặc các sản phẩm có liên quan mật thiết đến nó) thường được đưa vào khẩu phần quân sự. Nó đặc biệt hấp dẫn đối với quân đội vì trọng lượng nhẹ, hàm lượng dinh dưỡng cao, thời hạn sử dụng lâu dài và có thể ăn được mà không cần chế biến thêm. Kể từ năm 1996, cá khô đã được các phi hành gia nhiều lần chọn làm thức ăn cho các chuyến bay vũ trụ do trọng lượng nhẹ và mức độ dinh dưỡng cao. 